# Église Saint-Hilaire de Moissac
Pour les articles homonymes, voir Église Saint-Hilaire.
L'église Saint-Hilaire est une église paroissiale catholique située à Moissac, dans la commune de Neussargues en Pinatelle, dans le nord du département français du Cantal en région Auvergne-Rhône-Alpes. 
Elle est construite au XIIe siècle et l'intérieur est inscrit au titre des Monuments historiques par arrêté du 8 mai 1926. 

## Localisation
Avec un cimetière attenant, elle se trouve à l'est du village.

## Photographie

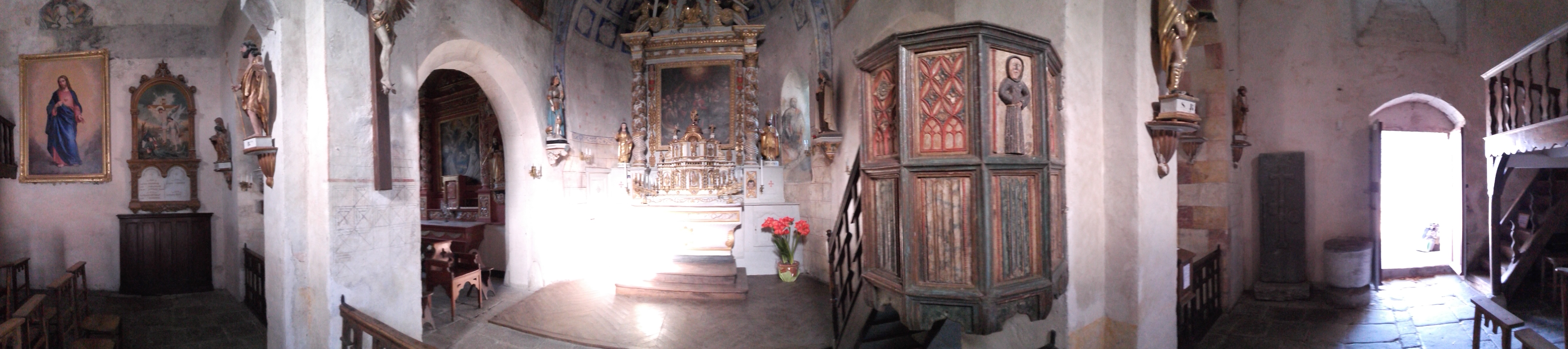
Intérieur de l'église.

## Référence
1. ↑  Notice no PA00093567, sur la plateforme ouverte du patrimoine, base Mérimée, ministère français de la Culture.

## Pour compléter